# Rupert Grasegger
Rupert Grasegger (ur. 12 lutego 1939 w Garmisch-Partenkirchen) – niemiecki bobsleista, olimpijczyk z Innsbrucku. Na zimowych igrzyskach olimpijskich 1964 rywalizował w dwójce i czwórce.

## Zimowe Igrzyska Olimpijskie 1964
Podczas igrzysk Olimpijskich w Innsbrucku Grasegger wystąpił w konkurencji dwójek razem z Hansem Maurerem. W pierwszym ślizgu uzyskali czas 1:06,72, w drugim 1:07,76, w trzecim 1:06,92 a w czwartym 1:08,37. Ich łączny rezultat wyniósł 4:29,77. Wynik ten dał im 14. miejsce. W konkurencji czwórek razem z Franzem Wörmannem, Antonem Wackerle i Hubertem Braunem zajął 9. pozycję. Osada w pierwszym ślizgu uzyskała czas 1:04,21, w drugim 1:03,50, w trzecim 1:04.15 a w czwartym 1:04,33, a ich łączny rezultat wyniósł 4:16,19.